# جورج کی
جورج کی (انگلیسی: George Kay؛ ۲۱ سپتامبر ۱۸۹۱ – ۱۸ آوریل ۱۹۵۴) یک بازیکن فوتبال بود.